# Zdravko Kovačić
Zdravko Ćiro Kovačić (Šibenik, 5. srpnja 1925. – 1. travnja 2015.), hrvatski vaterpolist.

## Životopis
Rođen 5. srpnja 1925. godine. Već 1926. s obitelji preselio s obitelji u riječki kvart Sušak, zbog čega se oduvijek prvenstveno nazivao Riječaninom. Bio je uspješan ekonomist. U Jugoliniji više od dvanaest godina obnašao funkciju direktora.

### Športska karijera
Vaterpolom se bavi od 1939. u JŠK Victoria (Sušak) i poslije vaterpolskog kluba Primorje (Rijeka).
Sudjelovao je u hrvatskom osvajanju bronce na Europskom prvenstvu 1950., dvostruki osvajač srebrne medalje na Olimpijskim igrama u Helsinkiju 1952. i u Melbourneu 1956. i srebra na Europskom prvenstvu 1954. godine.
Jedan od ponajboljih vaterpolskih čuvara mreže svih vremena. Poslije završetka aktivne igračke karijere športski djelatnik u ŠD Primorje. Od 1984. član je Kuće slavnih vodenih športaša u Fort Lauderdaleu. Državnu nagradu Franjo Bučar za životno djelo primio 1997. godine.